# 2019冠状病毒病埃及疫情
本条目解说2019冠状病毒病疫情在埃及的情况，可能无法即时涵盖所有的反应和措施。

## 时间线
自2020年1月26日起，所有由中华人民共和国飞往埃及的航班全部被取消。埃及卫生部在2月14日宣布，该国第一例病患出现在开罗国际机场，是一位中国公民。埃及官方已将此事通报世界卫生组织（WHO），并将病患隔离在医院。之后，埃及官方采取了预防措施，对和该病患接触过的人员展开监测。有接触者皆检测呈阴性。
二月末至三月初，出现了多名有埃及旅行史的冠状病毒病患：美国两例、法国两例、加拿大一例、台湾（中华民国）一例。
2月28日，埃及内阁通过官方途径否认了埃及政府掩盖病患数字的传言。
3月1日，卡塔尔为了预防冠状病毒扩散，禁止除卡塔尔公民外所有由埃及抵达该国的人士入境。同日，埃及宣布检测出第二例冠状病毒病患。
3月2日，科威特宣布将对所有经埃及和叙利亚入境的人士进行冠状病毒检测。《中东观察》同日转载报告说，《埃及观察报》估测埃及有20例确诊的冠状病毒病病患。据称，确诊的病患被拘禁在军事医院中，无法被计入埃及卫生部及其他官方报告给WHO的统计数据中。这些被拘禁的病患据说包括在坦塔军事医院的一家人，及在卡斯尔·埃尔·埃尼（Qasr El Eyni）医院的四人。
3月8日，一位60岁的德国公民于古尔代盖病故。这是第一例因冠状病毒病死亡的德国公民。
3月9日，世界卫生组织（WHO）称埃及有56例确诊病例。
3月12日，埃及卫生部宣布该国出现了第二例死亡病例，且病例总数达80例。
3月16日，埃及将暂停所有3月19日至31日进出埃及的航班。
4月23日，埃及在斋月期间继续在全国范围內实施宵禁。

### 阿努吉號疫情
埃及阿努吉號 （英語：MS River Anuket）在亞斯文和樂蜀之間運行，隔離時有171名乘客和船員，其中101名是外國人。
3月6日，埃及南部尼羅河樂蜀段小型郵輪阿努吉號 12名船員確診感染。
3月7日，33名乘客及船員確診感染。該在一名先前登上該船的台灣裔美國人返回美國後被確診感染之後，埃及當局也開始採取隔離措施。
3月9日，一位曾乘坐过阿努吉号的美国公民归国后检出SARS-CoV-2阳性，此为阿努吉号上的第一例国际病例。
6月27日起，埃及解除部分防控措施。

## 和埃及相关的病例
除了在埃及确诊的80例冠状病毒病病例之外，世界上还有不少病例，虽然在别国确诊，但是感染源可以追溯到埃及。
| 国家/地区    | 病例数量 |
| ------------ | -------- |
| 美国         | 43       |
| 加拿大       | 11       |
| 香港         | 9        |
| 日本         | 2        |
| 法國         | 2        |
| 臺灣         | 1        |
| 沙烏地阿拉伯 | 1        |
| 总数         | 69       |

## 援助
2021年2月23日，中国援助埃及新冠疫苗从北京运抵开罗国际机场，埃及卫生与人口部副部长韦尔·萨伊等政府官员，以及中国驻埃及大使廖力强等使馆人员前往机场迎接。

### 引用
1. ↑  . Egypt Today. 2020-02-14  [2020-02-14]. （原始内容存档于2020-02-15）.
2. ↑  . BBC News. 2020-02-14  [2020-02-14]. （原始内容存档于2020-02-14）.
3. ↑  . France 24. 2020-02-14  [2020-02-16]. （原始内容存档于2020-02-16）.
4. ↑  . Egyptian Streets. 2020-02-14  [2020-02-14]. （原始内容存档于2020-02-15）.
5. ↑  . 2020-03-02  [2020-03-06]. （原始内容存档于2020-03-02）.
6. ↑  .   [2020-03-02]. （原始内容存档于2020-02-28）.
7. ↑  . 2020-02-29  [2020-03-06]. （原始内容存档于2023-09-30）.
8. ↑  . 2020-02-29  [2020-03-02]. （原始内容存档于2020-03-01）.
9. ↑  .   [2020-03-02]. （原始内容存档于2020-03-01）.
10. ↑  .   [2020-03-02]. （原始内容存档于2020-03-02）.
11. ↑  . Reuters. 2020-03  [2020-03-02]. （原始内容存档于2020-03-02）.
12. ↑  .   [2020-03-06]. （原始内容存档于2021-01-06）.
13. ↑  . Middle East Monitor. 2020-03-02  [2020-03-04]. （原始内容存档于2020-03-03）.
14. ↑  .   [2020-03-09]. （原始内容存档于2020-03-08）.
15. ↑  https://m.elwatannews.com/news/details/4632278
16. ↑  .   [2020-03-13]. （原始内容存档于2020-04-11）.
17. ↑  .   [2020-03-24]. （原始内容存档于2020-03-17）.
18. ↑  .   [2020-04-24]. （原始内容存档于2020-05-08）.
19. ↑  Michaelson, Ruth. . The Guardian. 2020-03-07  [2020-03-08]. （原始内容存档于2020-03-08）.
20. ↑  Coronavirus: Egypt confirms 12 new cases on cruise ship in Luxor （页面存档备份，存于） Middle East Eye, 2020-03-06.
21. ↑  Michaelson, Ruth. . The Guardian. 2020-03-07  [2020-03-08]. ISSN 0261-3077. （原始内容存档于2020-03-08） （英国英语）.
22. ↑  .   [2020-06-28]. （原始内容存档于2020-06-30）.
23. ↑  .   [2020-03-13]. （原始内容存档于2020-04-10）.
24. ↑  .   [2020-03-13]. （原始内容存档于2023-09-30）.
25. ↑  .   [2020-03-13]. （原始内容存档于2020-03-20）.
26. ↑  .   [2020-03-13]. （原始内容存档于2020-03-11）.
27. ↑  .   [2020-03-13]. （原始内容存档于2020-03-21）.
28. ↑  .   [2020-03-13]. （原始内容存档于2020-03-14）.
29. ↑  .   [2020-03-13]. （原始内容存档于2020-03-11）.
30. ↑  .   [2020-03-13]. （原始内容存档于2020-03-15）.
31. ↑  . 中国新闻网.   [2021-02-24]. （原始内容存档于2021-11-15）.